# Stare Pole Wąskotorowe
Stare Pole Wąskotorowe – zlikwidowany wąskotorowy przystanek osobowy w Starym Polu, w gminie Stare Pole, w powiecie malborskim, w województwie pomorskim. Położony był na linii kolejowej z Malborka Kałdowa Wąskotorowego do Świetlik. Odcinek do Stalewa został otwarty w październiku 1909 roku.